# Nicolae Milescu
Nicolae Milescu (Vaslui, 1636 – Mosca, 1708) è stato un letterato e diplomatico moldavo.

## Biografia
Dopo essere diventato un famoso diplomatico fuggì per avversioni politiche nel 1670 in Russia, qui divenne l'interprete personale dello zar Alessio I,  venne da lui inviato nell'Impero Cinese, in un'operazione che svolse tra il 1675 ed il 1678, i resoconti vennero trascritti in russo nel Diario della spedizione in Cina e Descrizione della Cina. Tradusse in romeno il Vecchio Testamento, che gettò le basi della cosiddetta Bibbia di Bucarest.